# غدار: الباب الأحمر
غدار: الباب الأحمر (بالإنجليزية: Insidious: The Red Door)‏ هو فيلم رعب خارق للطبيعة من إخراج باتريك ويلسون وبطولة تاي سيمبكينز، باتريك ويلسون وروز بيرن، صدر الفيلم في 7 يوليو 2023.

## روابط خارجية
- غدار: الباب الأحمر على موقع IMDb (الإنجليزية)
- غدار: الباب الأحمر على موقع ميتاكريتيك (الإنجليزية)
- غدار: الباب الأحمر على موقع روتن توميتوز (الإنجليزية)
- غدار: الباب الأحمر على موقع ألو سيني (الفرنسية)
- غدار: الباب الأحمر على موقع فيلمافينيتي (الإسبانية)
- غدار: الباب الأحمر على موقع قاعدة بيانات الأفلام السويدية (السويدية)
- غدار: الباب الأحمر على موقع قاعدة بيانات الفيلم (الإنجليزية)
- غدار: الباب الأحمر على موقع ليتربوكسد (الإنجليزية)
- غدار: الباب الأحمر على موقع كينوبويسك (الروسية)